# كونراد برونر
كونراد برونر هو موظف ديني ‏ سويسري، ولد في القرن الرابع عشر في Muri, Aargau ‏ في سويسرا، وتوفي بنفس المكان في 9 مارس 1410.